# Ribes watsonianum
Ribes watsonianum är en ripsväxtart som beskrevs av Emil Bernhard Koehne. Ribes watsonianum ingår i släktet ripsar, och familjen ripsväxter. Inga underarter finns listade i Catalogue of Life.

## Bildgalleri

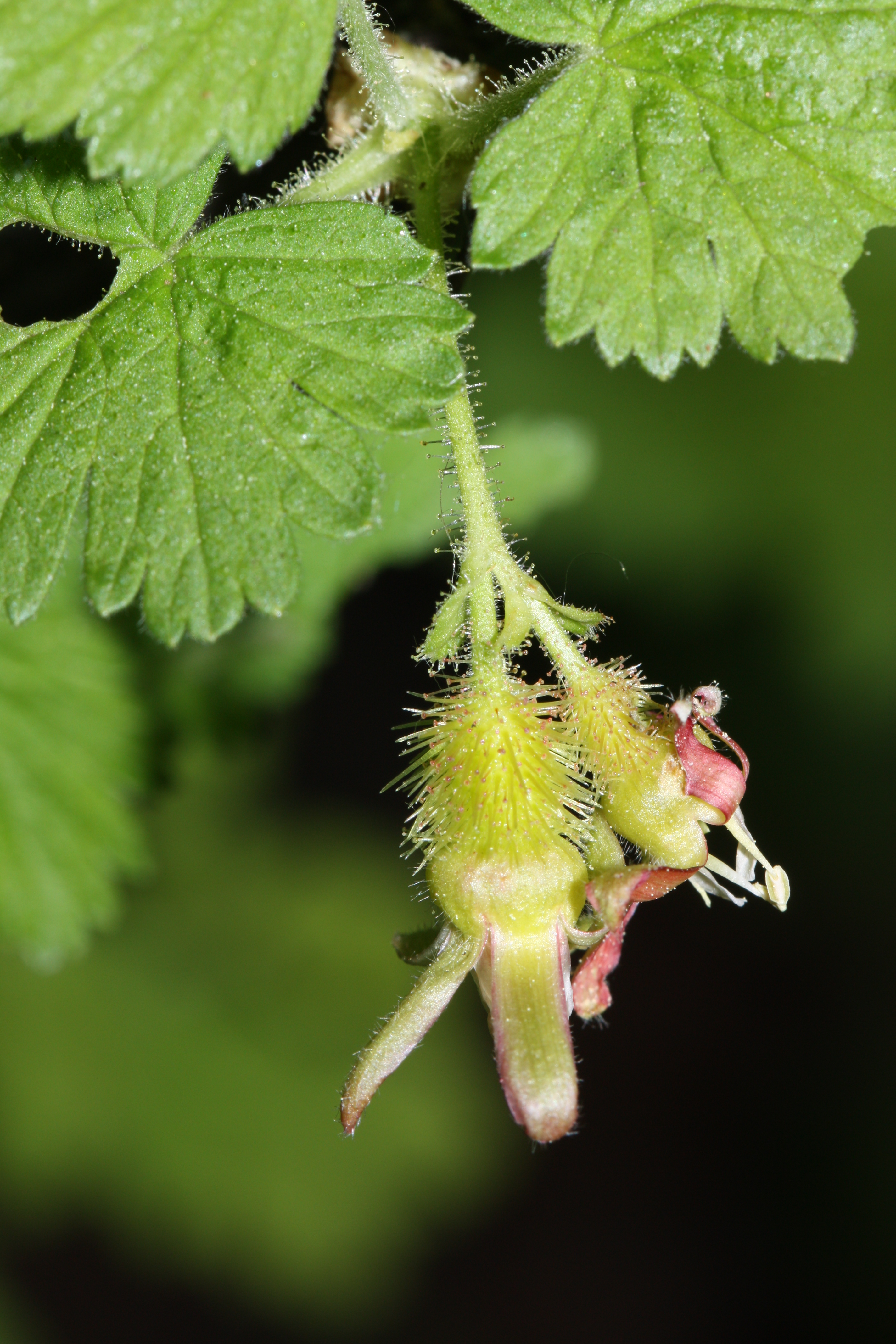
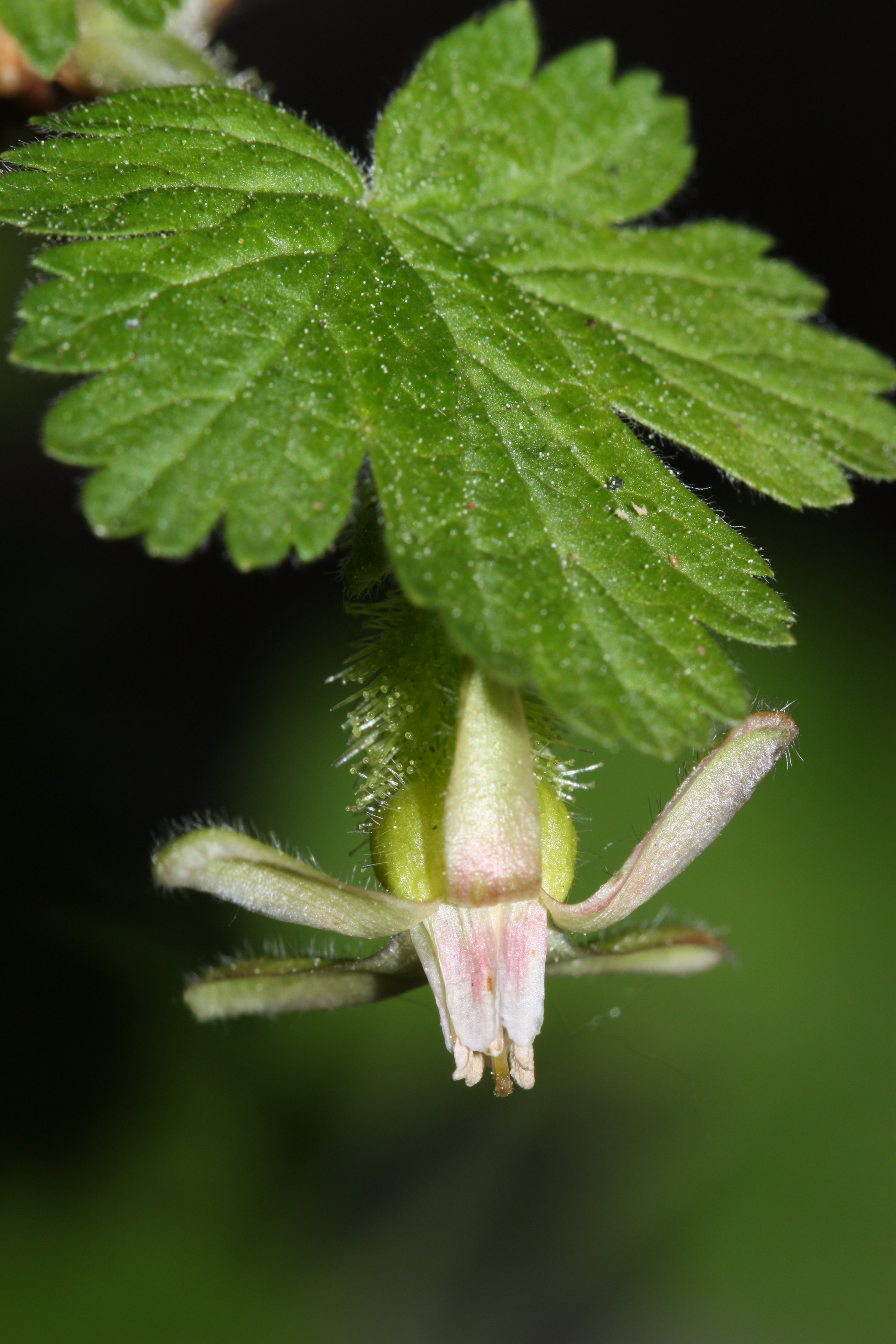
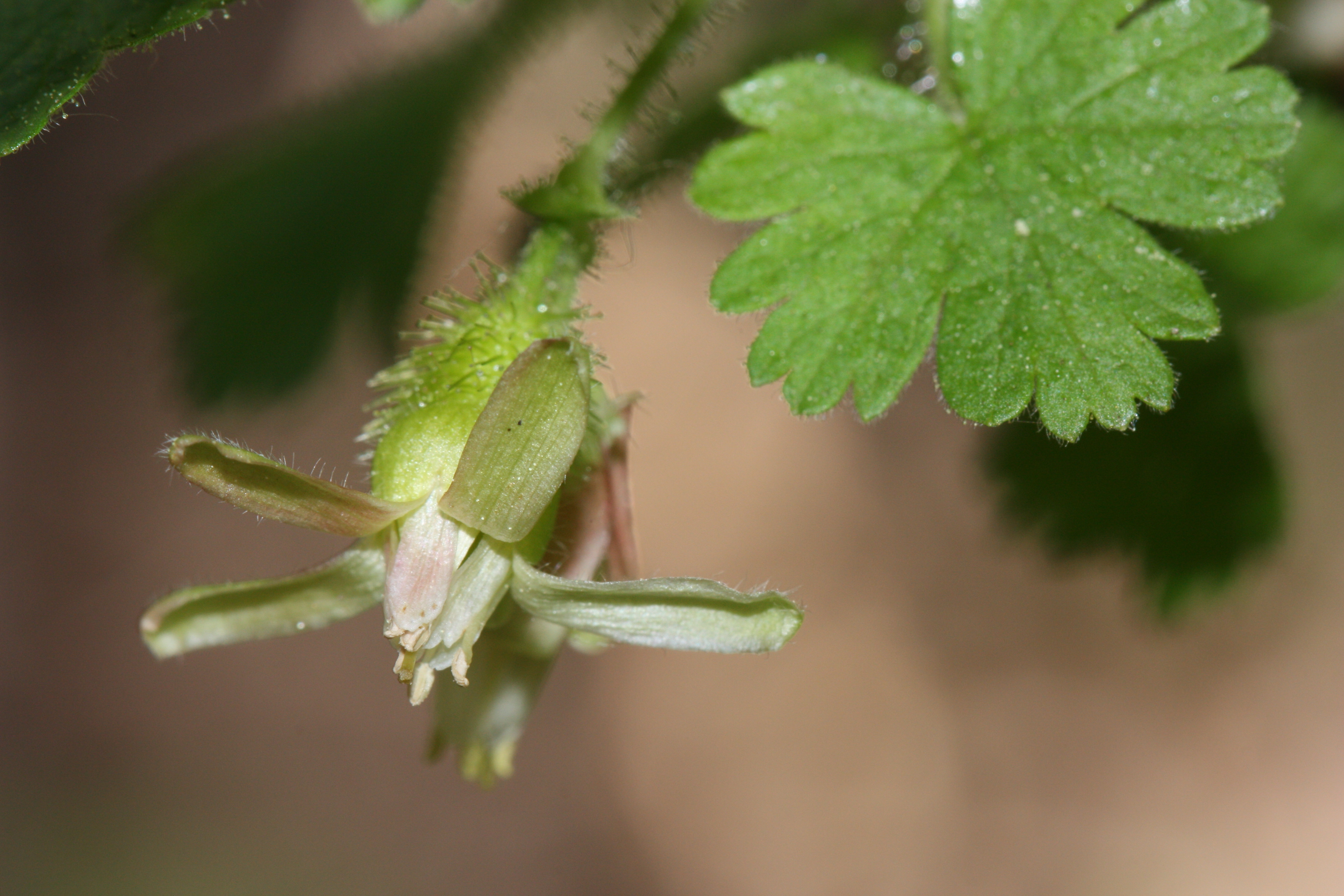
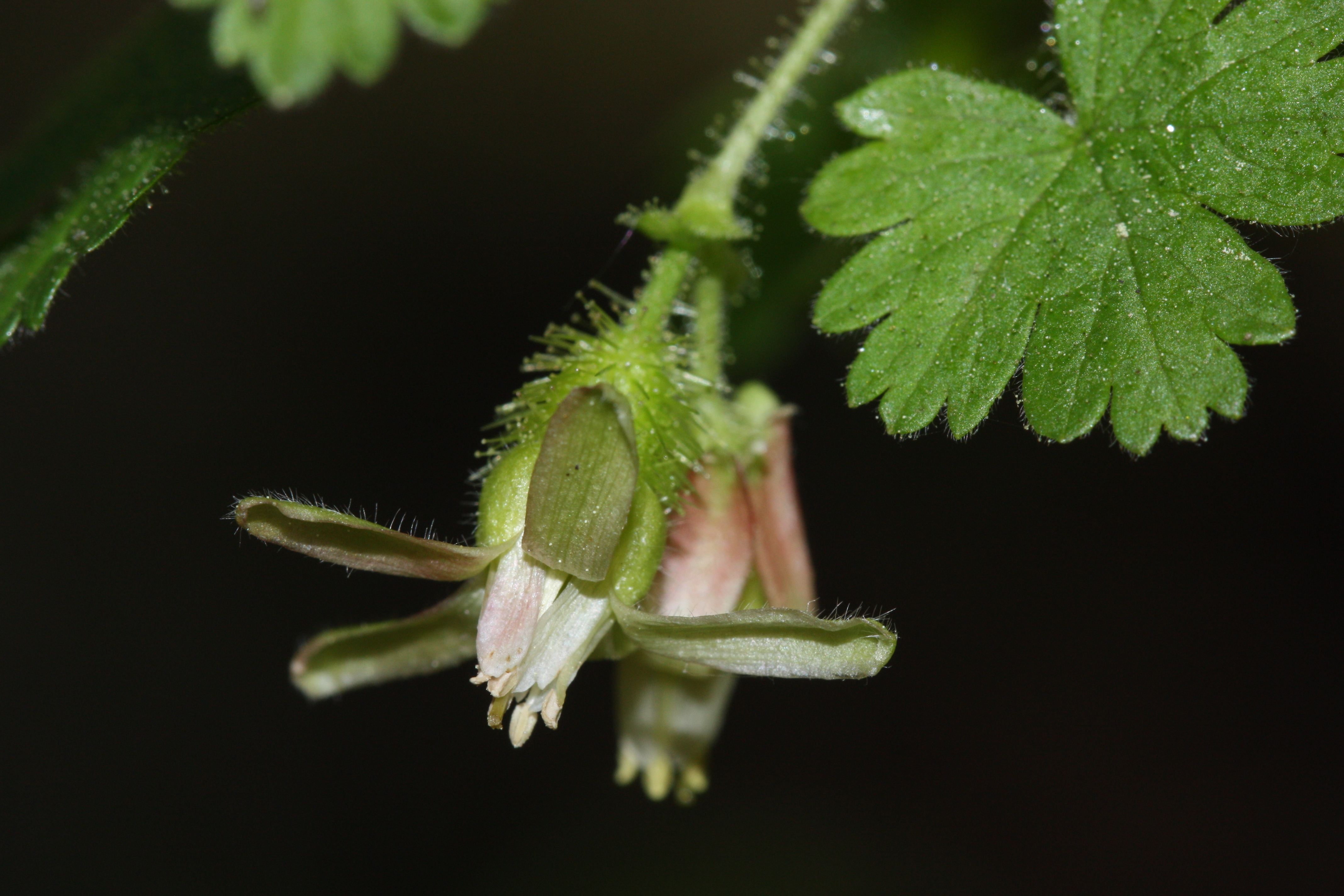
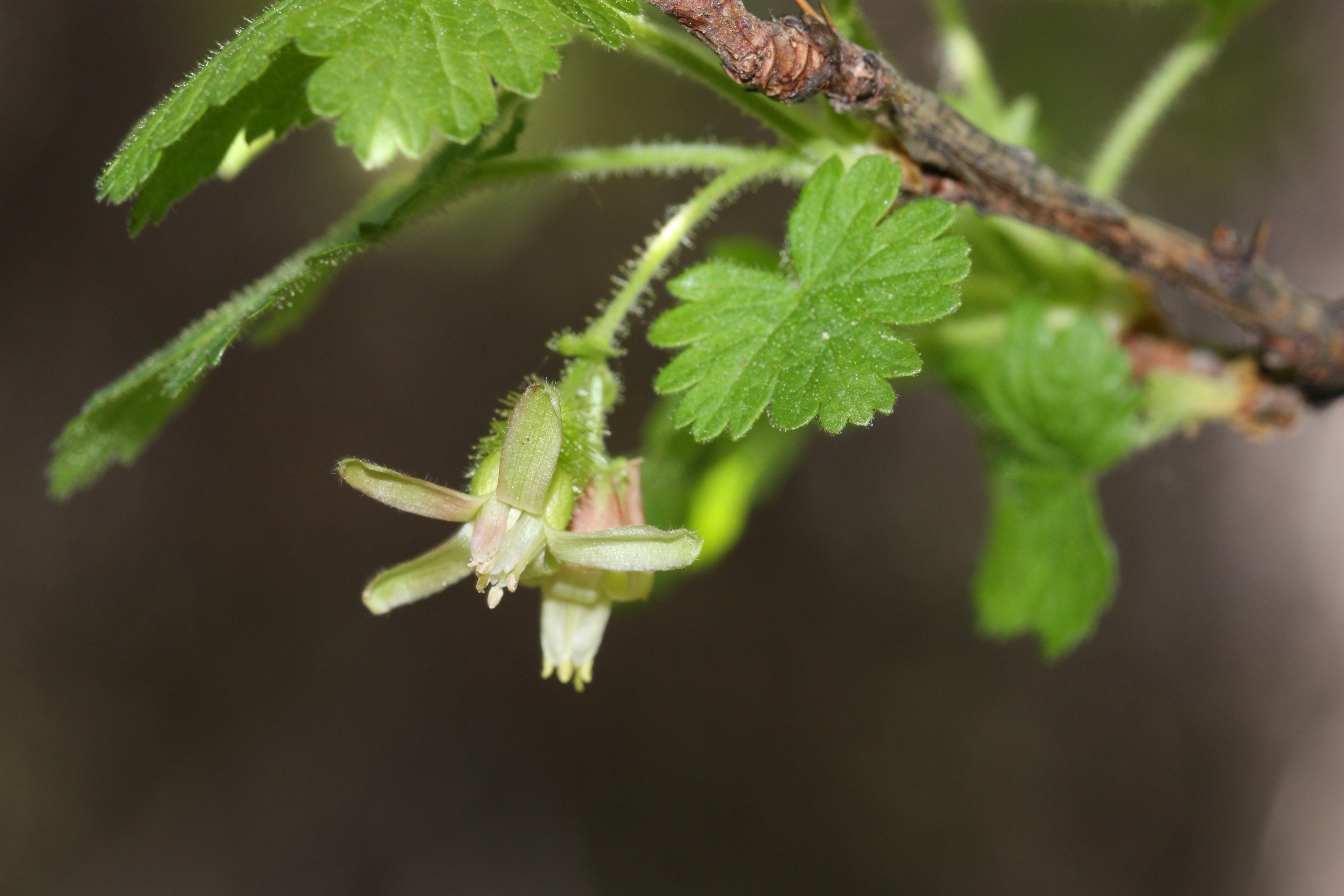
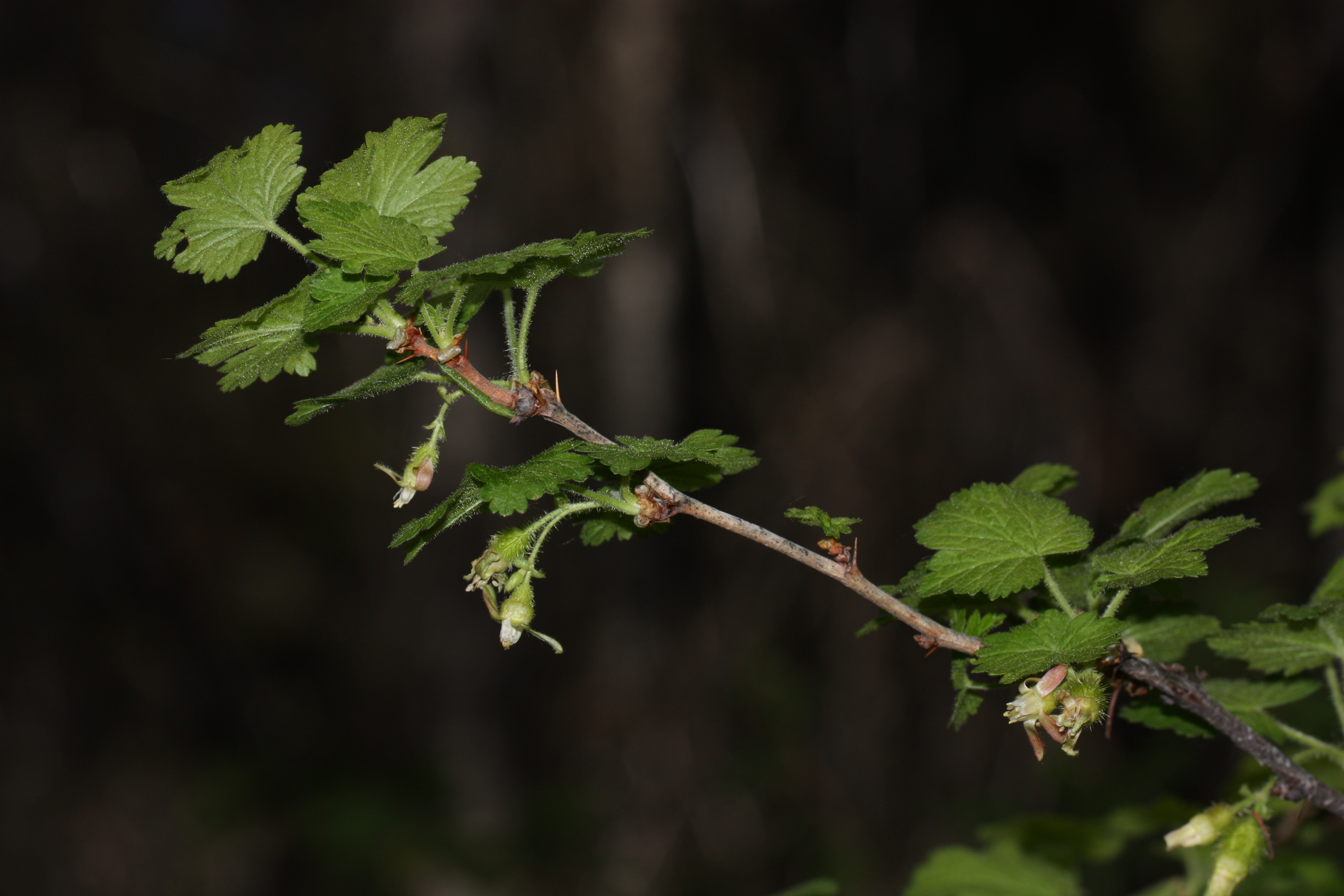